# Lethrinus reticulatus
Lethrinus reticulatus is een  straalvinnige vissensoort uit de familie van straatvegers (Lethrinidae). De wetenschappelijke naam van de soort is voor het eerst geldig gepubliceerd in 1830 door Valenciennes.
De soort staat op de Rode Lijst van de IUCN als Onzeker, beoordelingsjaar 2009.